# Abbaye Sainte-Marie-Madeleine de Longwé
L'abbaye Sainte-Marie-Madeleine de Longwé est une ancienne abbaye de l'Ordre des Prémontrés située à Longwé-l'Abbaye, localité de Montgon, dans les Ardennes.

## Histoire
Vers l'an 1150, Wither, comte de Rethel, fonde une abbaye de chanoines réguliers de Prémontré au lieu-dit actuel les Mares à Lametz, en latin Abbatia B. Mariae de Mari sive Longum Vadum.
En 1218, le monastère est détruit, puis relevé par Hugues II, comte de Rethel et Félicité de Broyes, dame de Beaufort, son épouse. Dans une charte de franchise, ils donnent à l'abbaye la ville neuve de Mari et la seigneurie de Lametz, et placent le tout sous la « loy, coustume et liberté de Beaumont ». Le comte s'engage à préserver de tout trouble, à maintenir et à défendre les droits et les biens de l'abbaye. Les produits et avantages seigneuriaux quelconques résultant de l'établissement de la franchise sont communs entre l'abbaye et le comte de Rethel. L'abbé prévoit le cas où l'abbaye serait transférée à Longwé et retient en propre pour elle, dans le pourpris de Longwé, tout le terrain, les bâtiments et dépendances nécessaires à cette installation.
La communauté est transférée dans le vallon de Longwé au début du XIIIe siècle, 1218-1235 ou en 1350 après sa destruction pendant la guerre de Cent Ans selon d'autres sources,. En 1303, elle est appelée  Beate Marie Magdalene de Longo Vado
En 1423, Les troupes anglaises commandées par Jean de Luxembourg et Lionel de Bournonville, ravagent toute l'Argonne et le Rethelois. L'abbaye de Longwé et encore dévastée et les religieux ne sont plus que deux.
En 1621, la réforme de l'ordre dite « de la primitive rigueur » initiée par Servais de Lairuelz est introduite à  Longwé.
Les bâtiments ne sont pas  entretenus ; ils ne sont que sommairement réparés après les saccages subis durant la guerre de Trente Ans, en 1637. En 1722, le montant des travaux indispensables, se montent  à plus de 11 000 livres. Ne disposant que de 1800 livres de rente annuelle, les sept religieux demandent à leur ordre de pouvoir vendre 10 000 livres de bois. Une partie de ces travaux sont  effectués.
Le 13 février 1790, l'Assemblée constituante prononce l'abolition des vœux monastiques et la suppression des congrégations religieuses. L'abbaye est fermée. Les moines quittent leur couvent vers la fin de l'année.
En 1791, le monastère inachevé est considéré comme partiellement habitable. La maison abbatiale et conventuelle, l'église du lieu, places, parterre, jardin, verger, sont estimés à 9 238 livres, le 26 septembre 1791. L'offre de vente de l'abbaye, comme bien national, reste infructueuse ; le mauvais état des bâtiments provoque, en 1792, une estimation plus modeste à 41 135 livres & 12 sols. Finalement, l'église est démolie en 1793 et, en 1806, il ne restait rien de l'abbaye.

## Abbés

### Abbés réguliers
- 1200 : Henry
- 1218 : Jean

### Abbés commendataires
À partir du concordat de Bologne, commence la série des abbés commendataires et seigneurs temporels :
- ~1615 : François Cauchon, prévôt de Notre Dame de Reims, prieur de Senuc, abbé de la Valroy[7].
- 1629-1685 : Jean-Baptiste Renart de Fuchsamberg, né à Mouzon, (†1685), frère de Thomas-Claude Renart de Fuchsamberg, chanoine de Reims.
- ~1701 : Louis-Hyacinthe d'Hautecourt
- 1784 : François-Symphorien Gigot de Bois-Bernier (°1736-†1794), chanoine et vicaire général de Sens, condamné à mort par le tribunal révolutionnaire de Paris, exécuté le 6 thermidor, an II (24 juillet 1794).

## Patrimoine foncier
Les biens de l'abbaye sont Les Mares et la seigneurie de Lametz, selon la charte de 1218. En 1586, l'abbaye doit vendre les droits féodaux qu'elle détenait sur Lametz. En 1791, elle possède une ferme à Longwé-l'Abbaye, la cense de Lorphane

## Dîmes
L'abbaye est décimateur pour partie de Neuvizy et Villers-le-Tourneur.